# Robert Hosp
Robert Karl Hosp (* 13. Dezember 1939 in Basel; † 5. Oktober 2021) war ein Schweizer Fussballspieler.

## Karriere

### Verein
Hosp begann seine Karriere in seiner Geburtsstadt bei Concordia Basel. 1959 wechselte er zu Lausanne-Sports. Er gewann mit den Waadtländern 1962 und 1964 den Pokal und 1965 den Meistertitel. Mit 141 Toren in der Meisterschaft und 150 in allen Wettbewerben ist er bis heute der erfolgreichste Torschütze in der Geschichte des Vereins.
1971 wechselte Hosp in die Nationalliga B zum Genfer Vorortklub CS Chênois, bei dem er 1973 nach dem geglückten Aufstieg in die Nationalliga A seine Karriere beendete.

## Nationalmannschaft
Am 6. Januar 1960 debütierte Hosp beim 0:3 im sportlich bedeutungslosen Abschlussspiel des Europapokals der Nationalmannschaften gegen Italien in der Schweizer Fussballnationalmannschaft.
Hosp wurde anlässlich der Fussball-Weltmeisterschaft 1966 in England von Nationaltrainer Alfredo Foni in den Schweizer WM-Kader berufen. Dort wurde er in den Gruppenspielen gegen Deutschland, Spanien und Argentinien eingesetzt. Die Schweiz verlor alle drei Spiele der Vorrunde und schied aus.
Sein letztes von 16 Länderspielen für die Eidgenossen, in denen er zwei Tore erzielte, bestritt Hosp am 5. Januar 1967 beim 0:3 im Freundschaftsspiel gegen Mexiko.

## Erfolge
- Schweizer Meister: 1965
- Schweizer Cupsieger: 1962, 1964